# Uvariodendron fuscum
Uvariodendron fuscum är en kirimojaväxtart som först beskrevs av George Bentham, och fick sitt nu gällande namn av Robert Elias Fries. Uvariodendron fuscum ingår i släktet Uvariodendron och familjen kirimojaväxter. IUCN kategoriserar arten globalt som nära hotad. Inga underarter finns listade i Catalogue of Life.